# Art Anderson
Arthur Torrell Anderson, detto Art (Chicago, 1º luglio 1916 – Cleveland, 4 aprile 1983), è stato un cestista statunitense, professionista nella NBL.

## Carriera
Giocò una stagione nella NBL, disputando 12 partite con 0,7 punti di media.